# Jessica Jay
Jessica Jay fue un proyecto musical italiano del sello SAIFAM, con sede en Milán (Italia). Generalmente creaban grupos y alias para una mayor promoción en los mercados de música asiática. Como regla general, los músicos de sesión cantaban en estos proyectos, pero en las portadas de álbumes y sencillos había modelos que ofrecían su imagen. Normalmente, los grupos grababan sencillos (raramente álbumes) y al final quedaban en el olvido, dejando solo un puñado de recuerdos para sus fanáticos.

## Historia

### Antecedente
Los primeros productores de Jessica Jay fueron los hermanos Lino y Pino Nicolosi, miembros del famoso grupo italiano "Novecento". La vocalista de esta banda era Dora Carofiglio, ella tenía una voz verdaderamente única, siendo reconocida a finales de los 80 como la mejor voz femenina del Italo Disco y más tarde participó en muchos otros proyectos dance italianos.
A principios de los años 90, los hermanos Nicolosi comenzaron a crear un nuevo proyecto cuya idea principal era presentar antiguos éxitos de varios artistas a través de los años y lanzarlos en un nuevo estilo dance. El primer modelo de sonido fue inspirado en la base musical de "All That She Wants" y "Happy Nation", temas de la banda sueca "Ace of Base" que poco antes había conquistado las listas de éxitos en América y Europa. En 1993, se grabó una canción de prueba, "Broken Hearted Woman". Fue interpretada por Dora Carofiglio y lanzada en Tailandia con el misterioso nombre de Jessica Jay.

### Broken Hearted Woman - Éxito y Popularidad
El sencillo "Broken Hearted Woman" dio a los hermanos Nicolosi un éxito increíble. Se convirtió en la mejor canción de 1993 en Tailándia, vendiéndose un millón de copias y también otro medio millón en varios países asiáticos. El nombre Jessica Jay al instante ganó una popularidad sin precedentes. Más de treinta artistas asiáticos cantaban sus versiones de este tema. Muy pocas personas notaron que, en realidad, era un cover de la canción "Rouge", que la cantante japonesa Miyuki Nakajima interpretó en 1979.
Para que el éxito del sencillo no fuera fugaz, era necesario lanzar temas nuevos y, probablemente, un álbum con el nombre de Jessica Jay. Dora Carofiglio aceptó grabar las canciones para el proyecto bajo este seudónimo. Fue así como en 1994 se pública el primer álbum de Jessica Jay, "Broken Hearted Woman"
El éxito incondicional con las voces de Dora Carofiglio y las grandes ventas del proyecto Jessica Jay se consagraron con la canción "Casablanca". Este fue otro cover, cuyo original intérprete era Bertie Higgins, quien lo lanzó en 1982. Otra tema destacado del álbum, "Denpasar Moon", se basó en la canción popular de Indonesia sobre el área de Denpasar, ubicada en la isla de Bali. La canción "Can't Help Falling in Love", usó el mismo estilo reggae de la banda UB40. La canción "Always" fue un cover del grupo "Erasure", y "Smile" era una nueva versión de un antiguo éxito del grupo "Novecento". El Singapur el álbum se editó incluyendo un tema nuevo llamado "Kiss Me Goodbye" (cover de Petula Clark) lo mismo en Taiwán con el tema "Another Sad Love Song".
En medio del éxito, en 1995 los hermanos Nicolosi quien hasta aquel entonces se les acreditaba con seudónimos ceden los puestos a los productores italianos Mauro Farina y Fabio Turatti abandonado así el proyecto Jessica Jay para poder concentrarse en su propia banda. Los nuevos productores lanzan sólo en Italia un nuevo sencillo "The Tide Is High" cover del famoso tema de Blondie, a partir de aquí la esencia del sonido Reggae bajó gradualmente además de que la vocalista fue distinta, ya que en Italia la voz de Dora Carofiglio era muy conocida. El sencillo fue muy popular en Italia tocándose en muchas discotecas locales pero no llegó a repetir el éxito de su antecesor.

### El rostro de Jessica Jay
Para 1996, el álbum "Broken Hearted Woman" ya había alcanzado el mercado Alemán y Ruso, demostrando así la viabilidad y relevancia del proyecto. Los entonces productores de SAIFAM fueron más lejos, querían convencer a la audiencia que en realidad existía Jessica. Por lo que se organizó una gira por los países de Asia, Europa del Este (Rumanía, Albania, etc.) y Rusia, durante la cual Laura Faggiotto (o Fadzhotto), una joven modelo italiana contratada por SAIFAM, se presentó como Jessica Jay. En Rusia, dio tres conciertos en tres ciudades distintas usando playback y le dijo a los periodistas, de manera confidencial, que su afición por la música comenzó desde su infancia, que comenzó a cantar a los 17 años y que ya había escrito 100 canciones. Su imagen en la forma de una rubia bastante atractiva se plasmó en las portadas de los discos piratas lanzadas en Rusia y Dinamarca.
Mientras tanto, en países de América Latina, la canción "Casablanca" se volvía un gran hit, sintonizándose continuamente en las emisoras de radios locales.

### Bajo las Sombras
Entre 1996 y 1997 los productores de Jessica Jay con el objetivo de alejarse un poco del sonido al estilo "Ace of Base" lanzaron un sencillo de prueba con un sonido Eurodance mucho más duro, este fue "Reach" (cover de Gloria Estefan) con un éxito relativamente moderado. En 1997 lanzarían un curioso sencillo llamado "Kiss Me Goodbye", este era un tema del álbum "Broken Hearted Woman" editado sólo en Singapur, pero para el lanzamiento del sencillo dieron a la canción un sonido más actualizado. Por el hecho de que el tema había sido cantado por Dora Carofiglio, aprovecharon para incluir un megamix de 24 minutos usando las canciones del primer álbum. También incluyó temas como "Have I Told You Lately", que originalmente fue lado-B del sencillo "Broken Hearted Woman" y "For You", una canción inédita con voces de Dora que no se había lanzado antes. Ese mismo año se lanza también "Can't Take My Eyes Off You" (cover de Frankie Valli). Este sencillo tuvo mucho más popularidad y repercusión sobre todo en Reino Unido.
Un dato curioso es que en las portadas de los 3 sencillos que se lanzaron en esos años, no mostraron nunca la imagen de la rubia Laura Fadzhotto, pues las canciones eran de prueba y había distintas vocalistas.

### Segundo álbum - Regreso de Jessica Jay
El proyecto Jessica Jay aún continuaba y a finales de 1997 ya se estaba produciendo lo que sería un segundo álbum de estudio. Esta vez los productores se alejaron del sonido al estilo de "Ace of Base", porque ya no era relevante y para muestra de eso decidieron lanzar en 1998 el primer sencillo promocional llamado "Chilly Cha Cha" un tema pop totalmente nuevo con mucha influencia del género Chachachá. La canción se volvió muy popular principalmente en Francia e Italia a finales de la década tocándose constantemente en las discotecas locales. Poco después vendría el álbum "Chilly Cha Cha - The Álbum". Al igual que su antecesor, el álbum contenía versiones dance de viejos éxitos de los 70's y 80's y algunos temas de moda de los 90's como "Maria Magdalena" (Sandra), "Viva Forever" (Spice Girls), "I Can Lose My Heart Tonigh" (CC Catch), "Rain And Tears" (Aphrodites Child), "Can't Take My Eyes off You" (Gloria Gaynor) y otros. La canción "Time Is All We Need", desconocida para el oyente europeo, fue un cover de la canción de la legendaria intérprete taiwanesa Teresa Teng. Todas estas canciones fueron grabadas por varias cantantes de sesiones de SAIFAM. Por su parte la modelo Laura Fadzhotto apareció de forma oficial en las fotos de portada del álbum, en algunas la muestran incluso dentro de un estudio de grabación haciendo el ademán de cantar. Un poco más tarde, el álbum lanzó como sencillo un cover de Madonna, "La Isla Bonita".
A principios de la década de 2000, el proyecto Jessica Jay lanza 2 singles, My Macho (2000) y Coco Melon (2001) ambos temas pop totalmente nuevos que también incluyeron remixes al estilo Chachachá con el fin de repetir la popularidad de "Chilly Cha Cha". Laura Fadzhotto era la imagen principal en las carátulas y en algunas presentaciones en discotecas locales de Italia y Francia.

### "My Heart Is Back"
Después del sencillo "Chichiquita", Jessica Jay desapareció por algún tiempo de la música y el proyecto fue congelado temporalmente. Tras un descanso de seis años, Jessica se "reencarnó" y trajo consigo un nuevo álbum inesperado "My Heart Is Back". Nuevamente las canciones incluidas en el álbum fueron grabadas por varias vocalistas diferentes. Sin embargo, esta vez el rol vocal principal fue realizado por la cantante Melody Castellari, que en la década de 2000 grabó para SAIFAM en varios proyectos. Entre las canciones del álbum se encontraban las portadas de las canciones "To Love Somebody" (hit de Jimmy Somerville), "Chichiquita" (Marian Rivera) y otras. Incluyó también nuevas versiones de los temas más populares del primer y segundo álbum. Para ese año, Laura Fadzhotto ya había roto vínculos con SAIFAM por lo que su imagen ya no aparece en la portada del álbum.

### "Regreso de Dora Carofiglio"
Pasaron 7 años desde el último nuevo lanzamiento de Jessica Jay en 2007 con "My Heart Is Back" hasta que de manera inesperada, en plataformas como Amazon y Junodownload se hizo pública la venta de un nuevo sencillo de Jessica llamado "Dancing Queen". A pesar de que el título evidenciaba que era un cover de ABBA, lo que llamó la atención fue que la voz de la cantante era nada menos que de la inconfundible Dora Carofiglio, la que había dado vida al proyecto con el primer álbum que resultó ser todo un éxito. Un mes después del lanzamiento, un canal de YouTube con el nombre "Jessica Jay" resubío el sencillo y detalló en la sección "Acerca de" que fue Dora quien dio vida a las primeras canciones de Jessica Jay así como también prestó su voz para muchos otros proyectos de música, haciendo todo esto por diversión.

## Discografía

### Álbumes de estudio
- (1994) Broken Hearted Woman
- (1998) Chilly Cha Cha - The Album
- (2007) My Heart Is Back

### Sencillos
- (1993) Broken Hearted Woman
- (1995) The Tide Is High (Jessica Jay Feat. Duffy)
- (1996) Reach
- (1997) Kiss Me Goodbye
- (1998) Can't Take My Eyes Off You
- (1998) Viva Forever
- (1998) Chilly Cha Cha
- (1999) Summer Nights
- (2000) My Macho
- (2001) Coco Melon
- (2002) Chichiquita
- (2017) Dancing Queen